# Föränderlig brosking
Föränderlig brosking (Marasmius wynnei) är en svampart som tillhör divisionen basidiesvampar, och som beskrevs av Miles Joseph Berkeley och Christopher Edmund Broome. Föränderlig brosking ingår i släktet Marasmius, och familjen Marasmiaceae. Enligt den finländska rödlistan är arten nära hotad i Finland. Arten är reproducerande i Sverige. Artens livsmiljö är örtrik moskog.